# Achim Sauter
Achim Sauter (* 1946) ist ein deutscher Schauspieler.

## Wirken
Achim Sauter trat von Beginn der 1970er bis Ende der 1980er Jahre in etlichen deutschen Spielfilmen und Fernsehserien auf. Im gleichen Zeitraum widmete er sich auch dem Theater. Beispielsweise war er Im Hebbel-Theater Berlin in der Spielzeit 1969/70 in Staatsbesuch von Terence Rattigan an der Seite von Anita Kupsch und Ivan Desny zu sehen. Im Raimundtheater in Wien gab er 1987 eine Rolle in Piaf von Pam Gems. Für das Münchner Tourneetheater wirkte er in der Spielzeit 1993/94 in Vicco von Bülows Loriots dramatische Werke.

## Filmografie (Auswahl)
- 1972: Das Fernsehgericht tagt (Fernsehserie, 1 Folge)
- 1972: Kleinstadtbahnhof (Fernsehserie, 1 Folge)
- 1972: Sonderdezernat K1 (Fernsehserie, 1 Folge)
- 1974: Im Auftrag von Madame (Fernsehserie, 2 Folgen)
- 1976: Paule Pauländer
- 1976: Herbst (Fernsehfilm)
- 1979: Der müde Theodor (Fernsehfilm)
- 1980: Ein Kapitel für sich (Fernsehserie, 1 Folge)
- 1983: Der Androjäger (Fernsehserie, 1 Folge)
- 1983: Die wilden Fünfziger
- 1987: Lindenstraße (Fernsehserie, 1 Folge)
- 1989: Rivalen der Rennbahn (Fernsehserie, 9 Folgen)

## Hörspiele (Auswahl)
- 1980: Thomas Rübenacker: Wallendas Tod – Regie: Thomas Rübenacker